# Muhammad ibn Abbad al-Mutamid

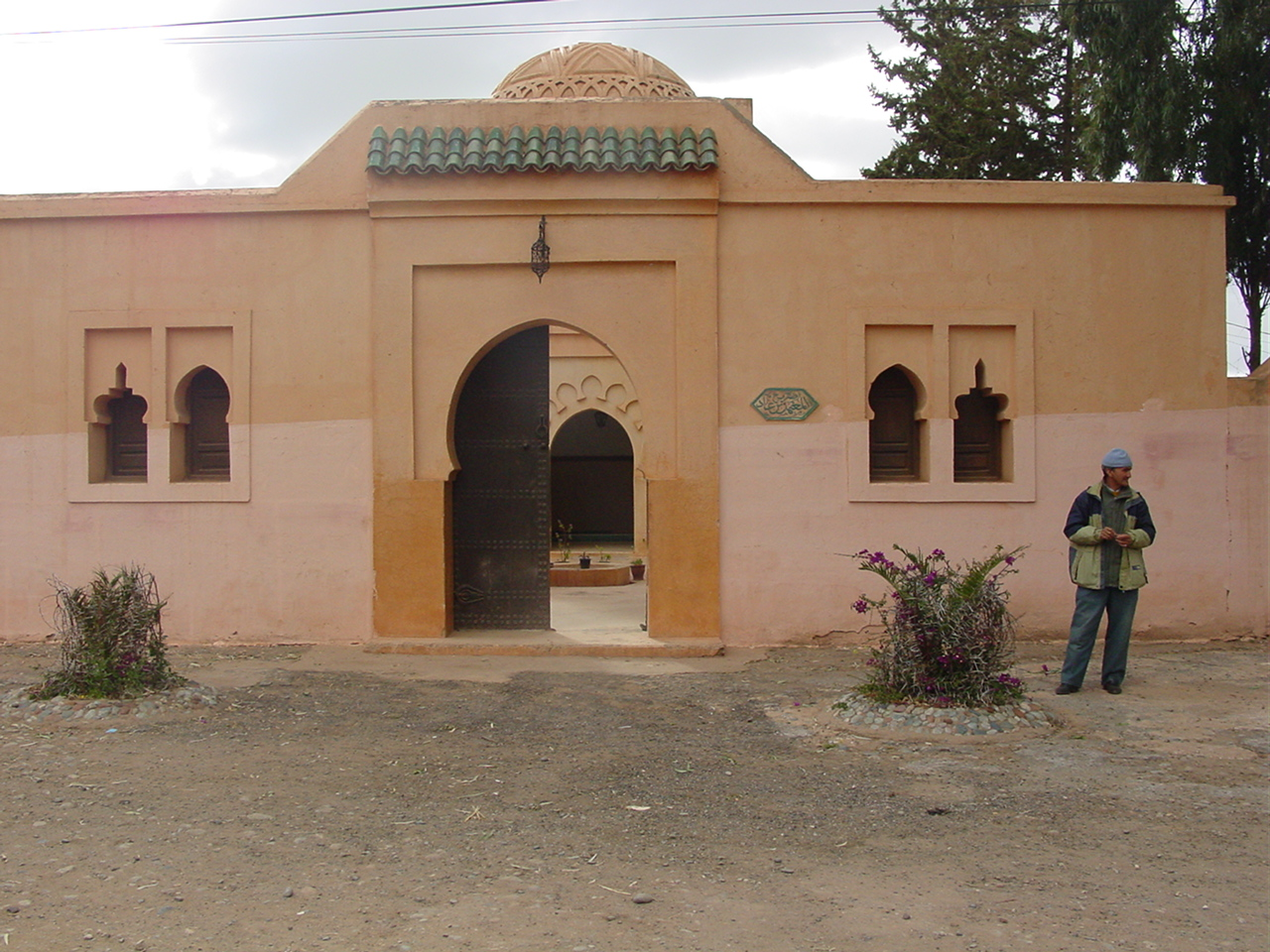
Grobowiec króla-poety w Aghmacie

Muhammad ibn Abbad al-Mutamid, arab. محمد بن عباد المعتمد, Muḥammad ibn ʿAbbād al-Muʿtamid (ur. 1040, zm. 1095) – władca muzułmańskiego państwa Sewilli, ostatni z dynastii Abbadytów.
W 1063 jego ojciec mianował go gubernatorem taify Silves (dzisiejsza Portugalia). 
W 1069, po śmierci ojca, objął rządy w Sewilli. Rozszerzył swe panowanie na Kordobę. 
Taify były wówczas słabe ekonomicznie i militarnie, rekonkwista prowadzona przez Alfonsa VI postępowała, podbijając je kolejno. W tej sytuacji arabscy władcy taif zwrócili się o pomoc do władcy Maroka, Jusufa ibn Taszfina. Ten pomocy udzielił, pobił Alfonsa VI w bitwie pod Sagrajas, lecz później sam podbił taify. W 1091 Jusuf ibn Taszfin zajął Sewillę, skazując al-Mu'tamida na wygnanie. Al-Mutamid osiadł w mieście Aghmat niedaleko Marrakeszu. Tam w biedzie spędził resztę życia. Zmarł w 1095.

## Poezja
W XI wiecznej Andaluzji poezja była bardzo popularna. Władcy byli mecenasami sztuki. Ojciec al-Mutamida sam pisał wiersze i, mimo iż znany był jako władca srogi i porywczy, na jego dwór ściągali liczni poeci. Wychowany w takiej atmosferze al-Mutamid już w młodości stał się znanym poetą, z czasem utwierdzając swą pozycję i dzisiaj jest uważany za jednego z najważniejszych poetów swej epoki.